# Pycnolejeunea minutilobula
Pycnolejeunea minutilobula là một loài Rêu trong họ Lejeuneaceae. Loài này được Amak. mô tả khoa học đầu tiên..